# Convento da Ajuda

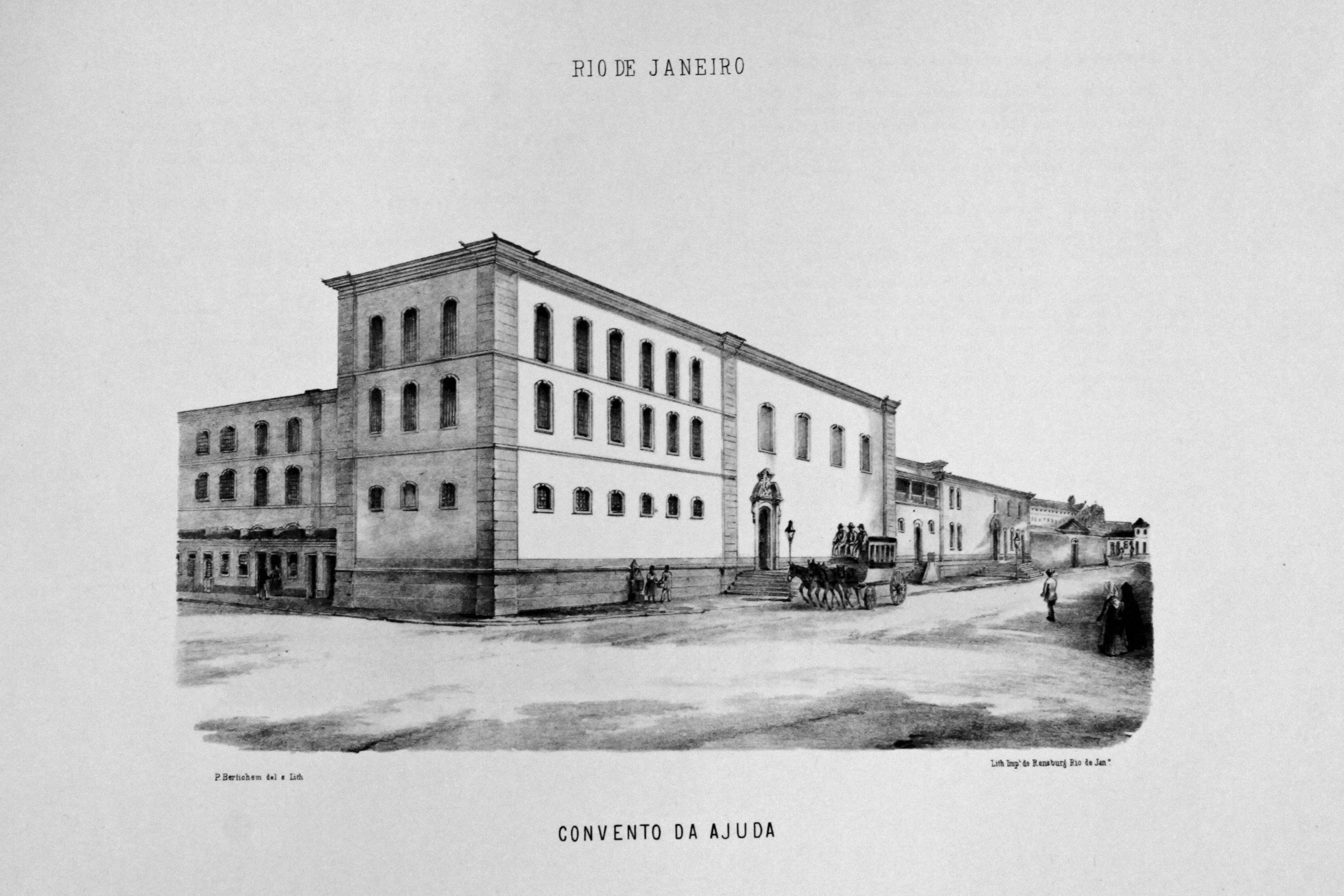
Convento da Ajuda numa litografia de P. G. Bertichen (1865).

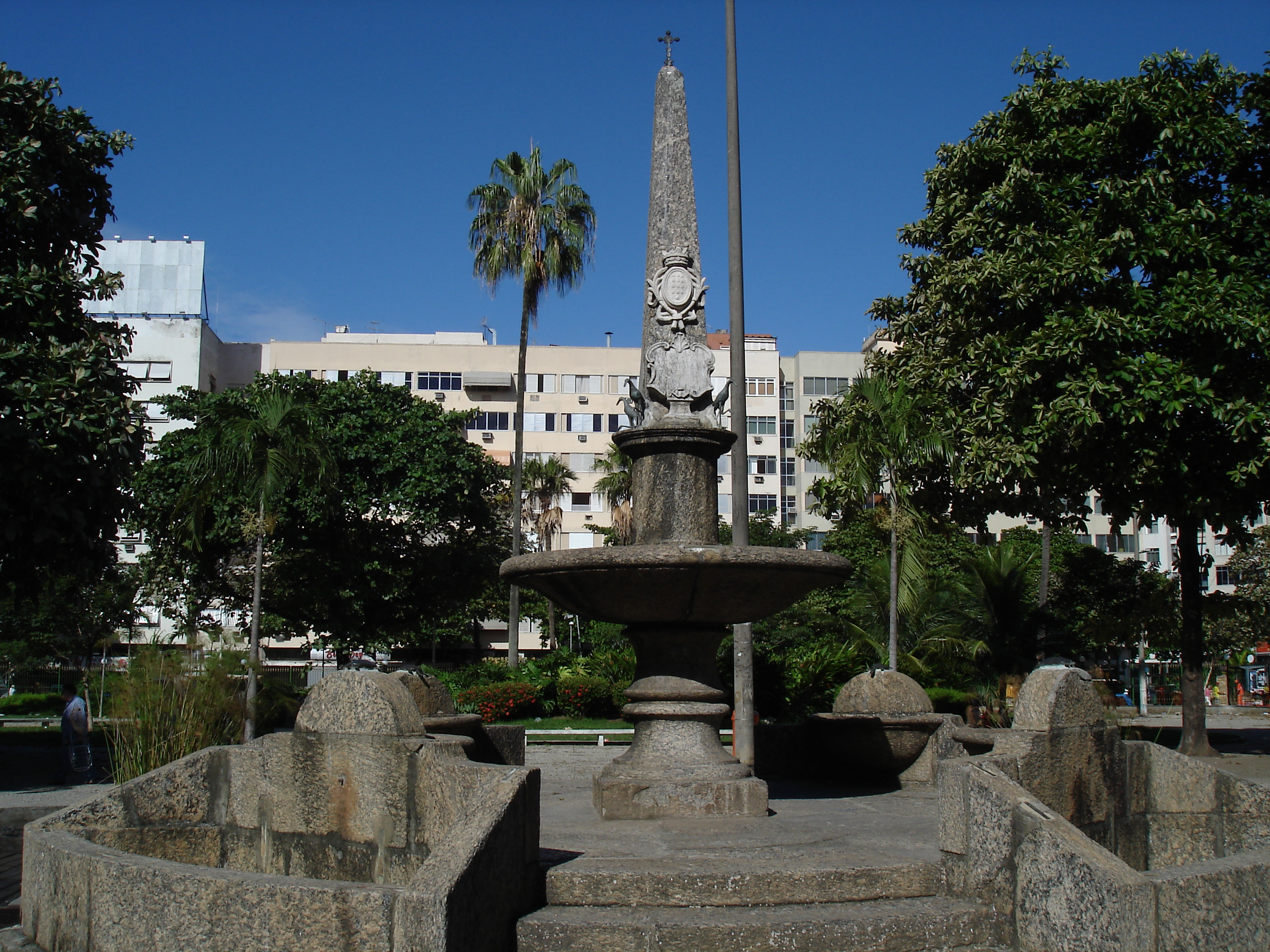
Chafariz das Saracuras (1795) no bairro de Ipanema, antigamente localizado no claustro do demolido Convento da Ajuda.

O Convento da Ajuda localizava-se na cidade do Rio de Janeiro, no estado de mesmo nome, no Brasil. Foi o primeiro mosteiro feminino do Rio de Janeiro e o terceiro do Brasil, fundado por monjas clarissas do Convento de Santa Clara do Desterro da Bahia. Localizava-se próximo de onde é hoje o Cine Odeon, na Cinelândia.

## História
O primitivo mosteiro feminino de monjas de Santa Clara, foi erguido no Rio de Janeiro em meados do século XVIII sob o governo de Gomes Freire de Andrade, com traça do engenheiro-militar português José Fernandes Pinto Alpoim. Seu nome correto é Convento de Nossa Senhora da Conceição da Ajuda.
Conforme Frei Jaboatão, suas fundadoras vieram do Convento de Santa Clara do Desterro da Bahia (mais antigo mosteiro feminino do Brasil). O Convento da Ajuda foi a segunda fundação daquelas religiosas, que já haviam fundado outro mosteiro em Salvador, o Convento da Lapa:
Em 7 de setembro de 1744, sairam deste mosteiro (de Santa Clara do Desterro) para fundadoras do de Nossa Senhora da Lapa, nesta mesma cidade (da Bahia), a Madre Maria Caetana da Assumpção por abadessa, e a Madre Jozefa Clara de Jesus, por vigária e mestra; esta ficando ali incorporada por Breve Apostólico, e a outra voltou outra vez para o seu mosteiro em 10 de dezembro de 1750.
E ainda sobre a fundação do Convento da Ajuda, prossegue:
Para fundadoras do Convento de N. S. da Conceição da Ajuda, na cidade do Rio de Janeiro saíram deste, em dia do Patrocinio de N. S. do ano de 1748, quatro religiosas e por abadessa a Madre Leonor Maria do Nascimento, e passados ali alguns treze anos se recolheram todas a este em quarta-feira de trevas de 1761.
O antigo Convento da Ajuda foi demolido em 1911 para dar lugar a um parque de diversões e eventos administrados por Francisco Serrador, cuja construção foi apelidada pela população carioca de "Mafuá". Posteriormente este mesmo empresário propiciou nos anos 20 a urbanização da área para a construção de prédios comerciais, hotéis e principalmente cinemas, surgindo daí a Cinelândia - que atualmente dá nome à Praça Floriano Peixoto, no centro da cidade.
O claustro do convento contava com uma fonte, erguida em 1795 e atribuída a Valentim da Fonseca e Silva - o Mestre Valentim. Esta fonte, apelidada de "Chafariz das Saracuras", encontra-se atualmente na Praça General Osório, no bairro de Ipanema. Consiste em uma bacia encimada por uma pirâmide de granito carioca decorada com brasões em pedra de lioz e estátuas de bronze representando saracuras.
Com a referida demolição em 1911, o convento foi transferido para um casarão na Tijuca, para a rua Almirante Cochrane, que à época ainda era parte integrante da rua Mariz e Barros.  Nos anos 20 o convento foi novamente transferido, desta vez definitivamente, para a rua Barão de São Francisco, n.º 385, em frente á praça Barão de Drummond, no bairro de Vila Isabel.
No convento foi sepultado o corpo da rainha Maria I de Portugal, que foi posteriormente trasladado para a Basílica da Estrela, em Lisboa.
Ali também foi sepultada inicialmente a princesa Luíza Vitória (Rio de Janeiro, 28 de julho de 1874), filha natimorta da princesa imperial Isabel e de seu marido, o príncipe Gastão de Orléans, conde d'Eu. O corpo de D. Luísa Vitória foi embalsamado e depositado em um pequeno caixão forrado de tecido rosa, com detalhes em bronze dourado. Em 1876, seus restos mortais, com os dos príncipes imperiais Afonso Pedro (1845-1847) e Pedro Afonso (1848-1850), filhos do imperador Pedro II, foram transferidos para o mausoléu do Convento de Santo Antônio, também no Rio de Janeiro.